# Guido Marini
Monsenyor Guido Marini (Gènova, 31 de gener de 1965) és un sacerdot italià, Prelat d'Honor de Sa Santedat i actual mestre de les celebracions litúrgiques pontifícies, nomenat pel Papa Benet XVI l'1 d'octubre del 2007.

## Biografia

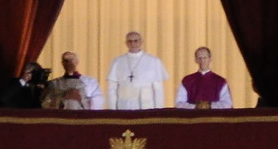
Guido Marini (a la dretra) durant la primera aparició pública del papa Francesc

Després de completar l'escola secundària, va entrar al seminari de l'arxidiòcesi de Gènova quan l'arquebisbe de Gènova era el cardenal Giuseppe Siri. Va acabar els seus estudis en teologia i va obtenir la llicenciatura. El 4 de febrer de 1989 va ser ordenat sacerdot pel cardenal Giovanni Canestri. Va continuar els seus estudis a Roma a la Pontifícia Universitat Lateranense, on va obtenir el seu doctorat in utroque iure. Va llicenciar-se en psicologia de la comunicació per la Universitat Pontifícia Salesiana.
Des de 1987 treballà com a secretaria personal dels arquebisbes de Gènova, els cardenals Giovanni Canestri i Dionigi Tettamanzi. També va exercir com a mestre de les celebracions litúrgiques amb els cardenals Dionigi Tettamanzi, Tarcisio Bertone i Angelo Bagnasco. La seva atenció es dirigeix particularment a l'elaboració dels llibres litúrgics i la guia de l'Associació del servei de recepció Collegium Laurentianum.
A partir de 1992 es va dedicar a la docència. En particular, va ensenyar dret canònic a la secció de Gènova de la Facultat de Teologia del Nord d'Itàlia i també teologia dels ministeris a l'Institut Superior de Ciències Religioses de l'arxidiòcesi. El 2002 va rebre el nomenament de canonge i més tard com prefecte, el 2003, de la catedral de Sant Llorenç. En 2004 va ser nomenat director espiritual del Seminari Arxidiocesà de Gènova. De 2003 a 2005 en lloc va assumir el paper de director de l'Oficina Diocesana d'Educació, fixant-se en l'ensenyament de la religió catòlica a l'escola. En 2005 va rebre el nomenament com canceller i l'arquebisbe s'ha convertit en membre permanent del Consell Episcopal.
El 29 de setembre de 2007 el Papa Benet XVI li va concedir el títol de Prelat d'Honor de Sa Santedat i l'1 d'octubre va ser nomenat mestre de les celebracions litúrgiques pontifícies, havent d'abandonar tots els càrrecs anteriors a l'arxidiòcesi de Gènova.
El 12 de març de 2013 ordenà l'extra omnes durant els ritus de l'inici del conclave de 2013, i el següent 13 de març passà al servei del Papa Francesc. En un article publicat a Il Foglio, que conté algunes de les expressions Francisco amb motiu de la visita ad limina dels bisbes de la Pulla, publicat posteriorment per Domenico Padovano, bisbe de Conversano-Monopoli, i recollits pel periodista Sandro Magister, el pontífex va dir que havien patit alguna pressió per reemplaçar el mestre de cerimònies Guido Marini, assenyalat com un tradicionalista. Francesc en canvi ha denegat les sol·licituds de canvi «per fer un balanç de la seva preparació tradicional» i permetre a Marini «per prendre avantatge d'una formació més emancipada».

## Canvis litúrgics entre la continuïtat i el desenvolupament

### En el pontificat de Papa Benet XVI
La vocació de Mons. Marini té els seus orígens a la litúrgia: l'amor ve a través de la litúrgia, vista com un lloc de trobada amb el Senyor. L'operació litúrgic que s'ha cridat a aplicar no és una ruptura en comparació amb el passat, però està en línia amb "l'hermenèutica de la continuïtat": en la continuïtat i en el respecte de la tradició, en equilibri entre passat i present. La recerca de la bellesa i l'harmonia són la revelació del misteri de Déu.
| « | Com el Papa cita en els seus documents, els Papes que l'han precedit, per tal d'indicar la continuïtat del Magisteri de l'Església, així com part de la litúrgia un Papa també utilitza els ornaments litúrgics i els vasos sagrats dels Papes que l'han precedit per indicar la mateixa continuïtat fins i tot al lex orandi | » |

També en la litúrgia, la publicació del motu proprio Summorum Pontificum del Papa Benet XVI del 7 de juliol de 2007 va reafirmar la validesa de la celebració tridentina amb el Missal del Papa Joan XXIII del 1962, mai abrogada, com a "forma extraordinària" del' únic ritu romà, al costat de la "forma ordinària" en l'idioma nacional o en llatí, que va entrar en vigor al Missal del Papa Pau VI el 1969. També compta amb noves recomanacions per a la celebració del antiquo rito. Quan s'acusà de preconciliar a Benet XVI, Marini s'observà que el terme utilitzat és obsolet i reductor.
| « | Pel que fa, a continuació, termes com «pre-conciliar» i «postconciliar» utilitzats per alguns, em sembla que pertanyen a un llenguatge antiquat i, quan s'utilitza amb la intenció d'indicar una discontinuïtat en el camí de l'Església, crec que ho fa erròniament i és típic de visions ideològiques molt reductives. Hi ha «coses antigues i coses noves» que pertanyen al tresor de l'Església de tots els temps i com a tal ha de ser considerat. | » |

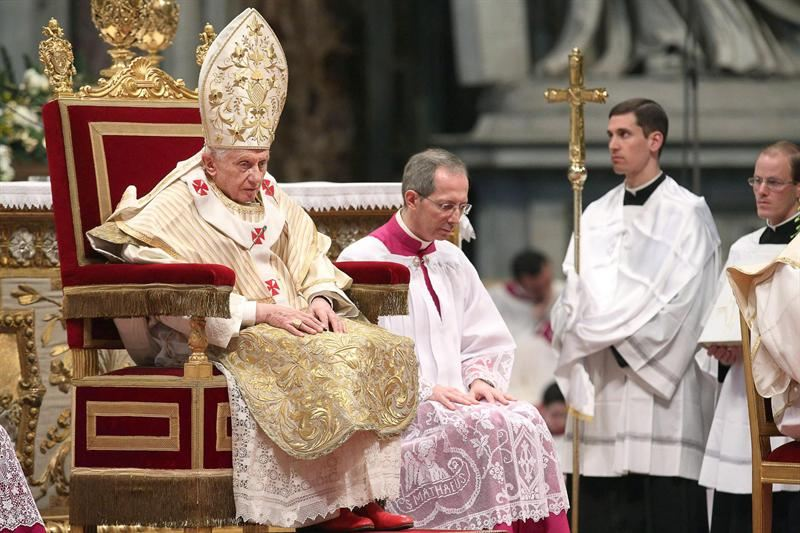
Benet XVI porta la barba de balena a la missa de l'Epifania de 2013.

Els canvis eren diferents, començant per la col·locació del crucifix al centre flanquejat per set lampadaris. Aquesta elecció té per objecte indicar l'orientació adequada pel celebrant i l'assemblea, ja no es perd en el buit, sinó cap el Crist, el centre de la litúrgia eucarística. Una altra àrea és la de la comunió, distribuïda de genolls i a la boca. Es posa l'accent en el caràcter sagrat del misteri i la presència viva de Crist. Es reapareixien vestidures antigues pertanyien a pontífexs anteriors a Benet XVI, així com trons i cadires dels Papes Lleó XIII i Pius IX. El tron papal torna al centre per posar en relleu el paper de la presidència litúrgica del Papa com a successor de l'apòstol Pere i vicari de Crist a la Terra.

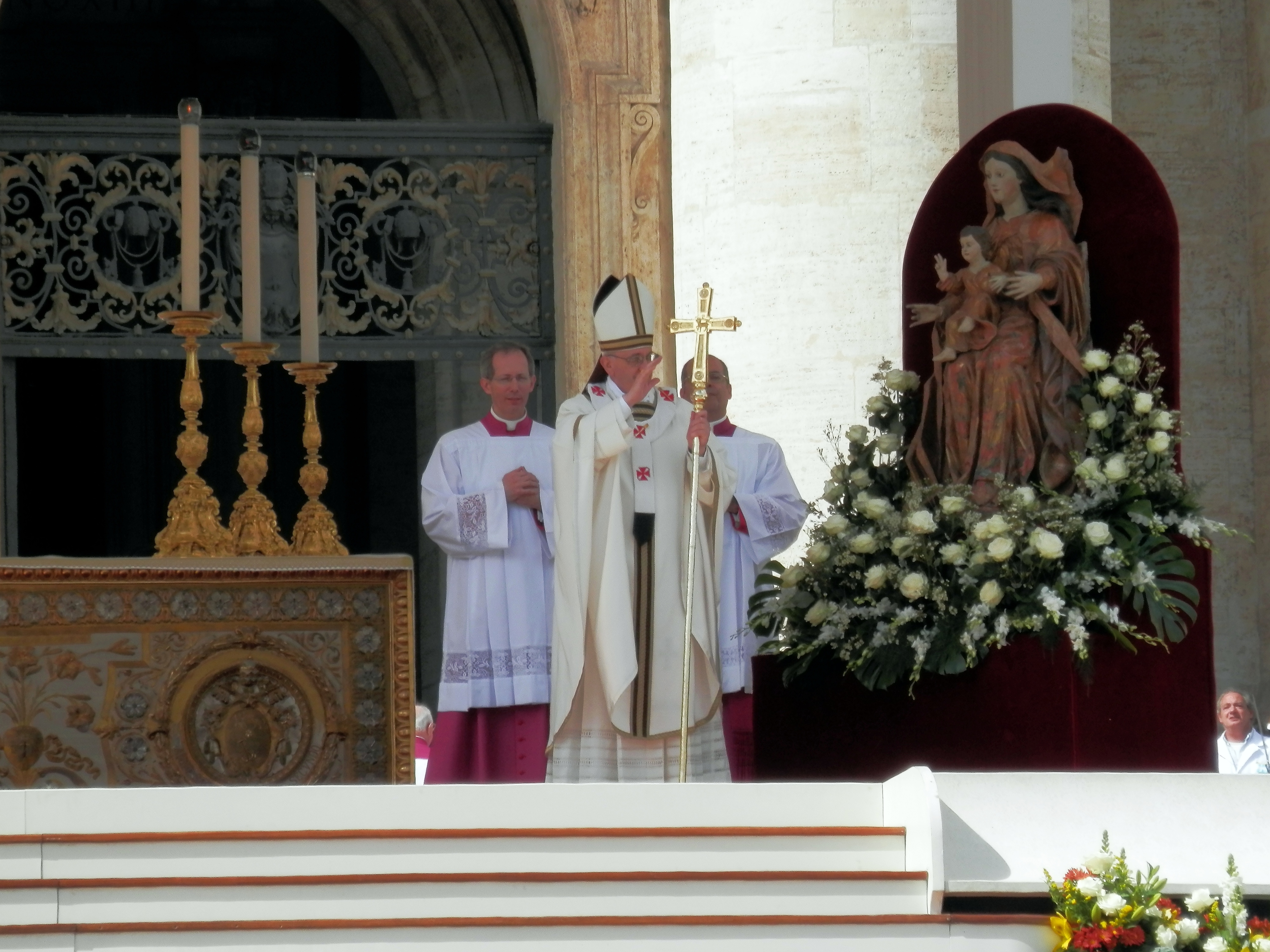
Mons. Guido Marini al costat de Francesc durant la missa d'inauguració del seu pontificat

Des de la festa del Sants Pere i Pau del 2008, també el pal·li introduït per Mons. Piero Marini en ús fins al segle ix va ser substituït per un pal·li circular que recorda el llatí en forma "Y" utilitzat pel Papa Joan Pau II i ara utilitzat pels metropolitans, amb els dos extrems penjant cap avall en mig del pit i a la part superior de l'esquena. Del pal·li anterior conserva les creus vermelles. La decisió d'usar el nou pal·li i la fèrula d'or de Pius IX (des de la Pasqua del 2008 a novembre de 2009) també va ser impulsat per senzilles raons pràctiques. La "fèrula", el bàcul sense el crucifix, és part de la tradició romana dels Romans Pontífexs; d'altra banda, el bàcul platejat de l'artista Lello Scorzelli introduït per Pau VI és més pesat i menys pràctic. Des del 28 de novembre de 2009, el Papa Benet XVI va fer ús d'una fèrula personal d'or, que va rebre com a regal del Cercle de Sant Pere i encara més manejable que el de Pius IX, amb l'Anyell al centre i símbols extrems dels quatre evangelistes.
Des de la canonització del 21 d'octubre de 2012, i per les grans solemnitats de l'any litúrgic, el Papa Benet XVI començà a portar el fanó papal, vestimenta litúrgica d'ús exclusiu del Sant Pare ja al segle xiii. Marini va explicar que l'antic mantell representa l'escut de la fe que protegeix l'Església.

## Honors
Gran oficial de l'orde del Crist (Portugal) – 11 de maig de 2010